# Sommaren med Liselotte
Sommaren med Liselotte (Das schöne Abenteuer) är en västtysk komedifilm från 1959 i regi av Kurt Hoffmann med Liselotte Pulver i huvudrollen.

## Handling
Engelskaläraren Dorothee Durand reser till södra Frankrike för att försöka hitta släktingar till sin far. Till sin hjälp får hon Marius Bridot som också blir mycket intresserad av henne.

## Rollista
- Liselotte Pulver - Dorothee Durand
- Robert Graf - Marius Bridot
- Bruni Löbel - Francoise
- Eva Maria Meineke - Catherine
- oliver Grimm - Pierre
- Heinrich Schweiger - Cesar
- Horst Tappert - Frecon
- Paul Esser - Olivon
- Karl Lieffen - fotograf
- Ralf Wolter - ficktjuv
- Edith Schollwer - Cesars mor
- Hans Clarin - busschaufför